# Eukleidīs Tsakalōtos
Eukleidīs Stefanou Tsakalōtos (IPA: [efˈkliðis steˈfanu t͜sakaˈlotos]), traslitterato anche come Euclides o Euclidis Tsakalotos (in greco: Ευκλείδης Στεφάνου Τσακαλώτος; Rotterdam, 1960) è un economista e politico greco, Ministro delle finanze nel Governo Tsipras dal 6 luglio 2015 al 9 luglio 2019.

## Biografia
Nato a Rotterdam, nei Paesi Bassi, da genitori greci, figlio di Stefanos Tsakalotos, un ingegnere civile, è cresciuto nel Regno Unito, dove si era stabilito con la famiglia all'età di 5 anni. Ha frequentato il college St. Paul di Londra, per poi conseguire la laurea presso l'università di Oxford, specializzandosi presso l'università del Sussex. 
Ha insegnato Economia presso l'università del Kent, l'università di economia e commercio di Atene e l'università capodistriana di Atene.
Sua moglie è l'economista scozzese Heather D. Gibson, direttrice consulente della Banca di Grecia.
Militante, da ragazzo, nelle file della Gioventù Comunista di Grecia, fu un esponente del cosiddetto "KKE dell'interno" (ΚΚΕ εσωτερικού), la fazione eurocomunista ed anti-stalinista in seno al Partito, divenendo in seguito membro del partito politico Synaspismos, nato proprio dalla scissione di tal fazione dall'effettivo del KKE nei primi anni novanta, entrando poi a far parte, dal 2006 circa, del Comitato Centrale della Coalizione della Sinistra Radicale (SYRIZA), in cui era confluito il partito nel 2004. È deputato al Parlamento di Atene dal 2012 e viene considerato più un accademico prestato alla politica che un politico al lavoro in economia.
Dopo le elezioni legislative del 2015, il 27 gennaio Tsakalōtos è stato nominato alla carica di Ministro supplente degli Affari Economici Internazionali nel governo di Alexīs Tsipras di cui è portavoce economico. Questa posizione lo ha reso subordinato a Níkos Kotziás, Ministro degli Affari Esteri. Il 29 aprile è stato nominato capo-delegazione del gruppo greco per negoziare con i rappresentanti di istituti di credito e creditori europei un piano di salvataggio che portasse ad un compromesso con l'Europa.
Il 6 luglio 2015, durante il rimpasto di governo dell'esecutivo Tsipras, diviene Ministro delle finanze, succedendo a Yanis Varoufakis, dimessosi per facilitare le ardue trattative del governo con l'Eurogruppo in merito alla sigla del secondo memorandum sul debito pubblico greco.
Politicamente vicino al partito politico irlandese Sinn Féin, dichiarandosi in un'occasione un sostenitore della causa del repubblicanesimo irlandese, ed al partito spagnolo Podemos, Tsakalotos nell'arco del proprio mandato ha cercato di mantenere - pur al netto degli ultimi memorandum dell'UE siglati nel merito del piano di salvataggio dell'eurozona - una certa continuità con le politiche economiche del suo predecessore.

### Pubblicazioni scientifiche
- "Contesting Greek Exceptionalism: the political economy of the current crisis" (pubblicazione, 2010 per il 2011 London School of Economics Hellenic Observatory-British School at Athens Joint Conference) PDF
- "Homo economicus and the reconstruction of political economy: six theses on the role of values in economics" (Cambridge Journal of Economics, 2005, vol. 29, pp. 893–908)
- "Capital flows and speculative attacks in prospective EU member states" cHeather Gibson, Economics of Transition Volume 12, n.3, pp. 559–586, settembre 2004)
- "A Unifying Framework for Analysing Offsetting Capital Flows and Sterilisation: Germany and the ERM" (con Sophocles Brissimis & Heather Gibson, International Journal of Finance & Economics, 2002, vol. 7, n. 1, pp. 63–78)
- "Internal vs External Financing of Acquisitions: Do Managers Squander Retained Profits" (con Andrew Dickerson e Heather Gibson, Studies in Economics, 1996; Oxford Bulletin of Economics and Statistics, 2000)
- "Are Aggregate Consumption Relationships Similar Across the European Union" (con Alan Carruth & Heather Gibson, Regional Studies, Volume 33, n.1, 1999)
- "Business Cycle Correspondence in the European Union" (Empirica – Journal of European Economics, 1998)
- Takeover Risk and the Market for Corporate Control: The Experience of British Firms in the 1970s and 1980 (con Andrew Dickerson e Heather Gibson, 1998) PDF[collegamento interrotto]
- "The Political Economy of Social Democratic Economic Policies: The Pasok Experiment in Greece" (Oxford Review of Economic Policy, 1998)
- "Deterring Takeover: Evidence from a Large Panel of UK Firms" (Empirica – Journal of European Economics, 1997)
- "The Impact of Acquisitions on Company Performance: Evidence from a Large Panel of UK Firms" (con Andrew Dickerson e Heather Gibson, Oxford Economic Papers nuova serie, Vol. 49, n. 3 (luglio 1997), pp. 344–361)
- "Short-Termism and Underinvestment: The Influence of Financial Systems" (con Andrew Dickerson e Heather Gibson, The Manchester School of Economic & Social Studies, 1995, vol. 63, n.4, pp. 351–67)
- "The scope and limits of financial liberalisation in developing countries: A critical survey" (Journal of Development Studies, 1994)
- "Income inequality in corporatist and liberal economies: a comparison of trends within OECD countries" (International Review of Applied Economics, 1994)
- "Testing a Flow Model of Capital Flight in Five European Countries" (con Heather Gibson, The Manchester School of Economic and Social Studies, Volume 61, n. 2, pp. 144–166, giugno 1993)
- "European Monetary Union and Macroeconomic Policy in Southern Europe: the Case for Positive Integration" (Journal of Public Policy Volume 11, n. 3, luglio 1991, pp. 249–273)